# Consensus - Medicinska fakultetens studentkår
Consensus - Medicinska fakultetens studentkår är en studentkår vid Linköpings universitet. Kåren representerar ca 5 500 studenter och är verksam vid Campus US i Linköping och Campus Norrköping i Norrköping. Consensus representerar även de läkarstudenter som regionaliserats till Kalmar, Norrköping och Jönköping. Fram till hösten 2015 hette kåren Consensus - Hälsouniversitetets studentkår, men på grund av fakultetens namnbyte från "Hälsouniversitetet" till "Medicinska fakulteten" så bytte även kåren namn.

## Organisation
Consensus styrs av ett fullmäktige med 29 ledamöter, valda årligen inom de nio sektionerna:
- Arbetsterapeutsektionen (AT)
- Doktorandsektionen vid Medicinska Fakulteten (DOMFIL)
- Biomedicinska analytikersektionen (BMA)
- Logopedsektionen (LOG)
- Sektionen för Experimentell Biomedicin (BioMed)
- Medicinska Föreningen (MF)
- Fysioterapeutsektionen (FT)
- Sjuksköterskesektionen i Linköping (SSK-L)
- Sjuksköterskesektionen Norrköping (SSK-N)

Val av fullmäktigeledamöter sker enligt respektive sektions stadgar.
Fullmäktige utser styrelsen bestående av tio ledamöter. Av dessa är numera sex heltidsarvoderade (varav två stycken utgör studentkårens presidum), fyra stycken deltidsarvoderade styrelseledamöter varav en är mötesordförande. Utöver styrelsen så deltidsarvoderas även fem handläggare (Marknadsföringsansvarig, Projektledare CARMA, Caféchef, Pubchef och Internationellt ansvarig) som arbetar med sitt specifika område i samarbete med styrelsen.
Heltidsarvoderade
- Kårordförande
- Vice kårordförande
- Studiesocialt ansvarig med Arbetsmiljöansvar
- Studiesocialt ansvarig med Mottagningsansvar
- Utbildiningsutvecklare
- Medlems- och studentrepresentantansvarig

Consensus är tillsammans med Studentkåren StuFF vid Linköpings universitet och LinTek - Linköpings teknologers studentkår ägare av Kårservice Östergötland AB. Kårservice förvaltar bl.a. kårhusen Kårallen och Kårhus Örat i Linköping. Sedan hösten 2006 är Kårservice även huvudman för Kårhus Trappan i Norrköping, där man också driver pub- och festverksamhet.

## Historik
Consensus bildades sommaren 1995 genom en sammanslagning av den dåvarande medicinarkåren LMSK och sjuksköterskekåren HUFS, möjligen även av sjukgymnasternas kår.
Legenden säger att den nya kåren bildades efter att universitetets rektor Sven Erlander som, när bland annat landstingskommunala vårdhögskolan införlivades i universitetet, tröttnade på vårdkårernas interna osämja och bad dem nå konsensus, vilket de gjorde. Consensus var då den första och enda studentkåren i Sverige som organiserade både vård- och läkarstudenter. Förste kårordförande var sjuksköterskestudenten, sedermera med. dr. och chef för Psykoonkologisk mottagning i Tema cancer på Karolinska Universitetssjukhuset i Stockholm Jeanette Winterling.